# Bègles
Bègles (in occitano Begla) è un comune francese di 25 085 abitanti situato nel dipartimento della Gironda nella regione della Nuova Aquitania. Si trova a sud di Bordeaux. Il territorio comunale è attraversato dal fiume Eau Bourde.

## Società

### Evoluzione demografica
Abitanti censiti

## Amministrazione

### Gemellaggi
- Bray
- Collado Villalba
- Suhl